# Flash (canción de Queen)
«Flash» es la única canción lanzada como sencillo del álbum Flash Gordon, realizado por la banda de rock inglesa Queen en 1981 como soundtrack de la película de 1980 Flash Gordon, de la cual todas las canciones del soundtrack fueron escritas por Queen.
Existen dos versiones de la canción, la versión de estudio (Flash's Theme) que fue incluida en el álbum, es el inicio de la película, contiene todos los diálogos de la primera parte de la película, la segunda versión (Flash Single Version) es una edición para ser lanzada en el sencillo, en esta versión se incluyen diálogos cortados de distintas partes de la película. Esta versión fue incluida en el recopilatorio Greatest Hits I realizado por la banda en 1981.
Fue realizada versiones en vivo de la canción en los álbumes Queen Rock Montreal grabado los días 24 y 25 de noviembre de 1981 en el Forum de Montreal, lanzado en 2007 y Queen on Fire - Live at the Bowl grabado el día 5 de junio de 1982 en el National Bowl y lanzado en el 2004.
- Datos: Q1001928